# Портрет на Жоашен Мюра
„Портрет на Жоашен Мюра“ (на италиански: „Ritratto di Gioacchino Murat“) е картина на френския художник Франсоа Жерар от 1808 г. Картината (210 х 135 см) е изложена в Зала 54 на Национален музей „Каподимонте“ в Неапол. Използваната техника е маслени бои върху платно.

## История
Незабавно след възкачването на трона на Неапол Жоашен Мюра поръчва на френския художник Франсоа Жерар направата на огромен портрет, който да краси Кралския дворец в Портичи. След обединението на Италия на 17 март 1861 г. портретъта на Жоашен Мюра е преместен от Портичи в Дворец „Каподимонте“, а в наши дни е изложена в Кралския апартамент на Музей „Каподимонте“, Неапол. Платното в Неапол е копие на картината поръчана за Галерия „Диана“ в Тюйлери и след това преместена в двореца Версай.

## Описание
Както в портрета на Император Наполеон I, нарисуван от Франсоа Жерар, така и тук суверенът е изобразен почти като Давид на Микеланджело – с физическа сила, решителен и твърд. Жоашен Мюра, френски маршал и крал на Неапол в периода 1808 – 1815 г., е изобразен облечен в дрехите на велик адмирал на Франция, представени от художника абсолютно реалнистично до най-малките подробости. Във фонов режим се забелязват архитектурни елементи, бегло загатнати, за да не се отклонява вниманието от централната фигура.